# Timon & Pumbaa
Timão & Pumba é uma série animada de TV feita pela Walt Disney Animation Television centrada nas aventuras da dupla Timão e Pumba, vistos pela primeira vez no filme de 1994 O Rei Leão. O show durou cinco temporadas de 16 de setembro de 1995 a 24 de setembro de 1999.

## Sinopse
Os melhores amigos Timão e Pumba (no original Timon and Pumbaa) estão de volta, agora vivendo suas próprias aventuras. Nas florestas e selvas mais densas e nos mais diversos países (tais como Bora Bora, China, Washington D.C e Suíça), e alguns países fictícios (mas inspirados em lugares reais) como "Tanzânia Zany" e "Guatemala Malarkey" "Africa-Dabra", tudo isso á procura de sossego, aventura, dos mais diversos bichinhos para sua degustação e é claro muitas confusões.
Pumba é um javali dócil e faminto que sempre quer fazer as coisas do jeito certo. Já Timão é um suricate ganancioso que quer sair sempre na melhor e toma para si as idéias que o melhor amigo Pumba sempre dá. Uma situação comum no desenho era Timão não escutar os conselhos de Pumba e se dar mal. Mesmo com tantas diferenças, os dois estão sempre juntos e a amizade dos dois está mais forte do que nunca e os dois sempre conseguem se salvar dos perigos ou das encrencas em que ambos se metem.
Um personagem recorrente nas séries, era Quint, um homem alto, musculoso, de nariz vermelho e um dos antagonistas principais da série. Apareceu em vários episódios, de acordo com a ocasião tanto sua profissão como seu primeiro nome mudavam. Em um episódio seu nome é Cusco Quint, no outro é Concierge Quint e até Capitão Quint. Ele já foi visto como ladrão, fotógrafo da vida selvagem, chef, organizador de touradas (onde foi visto como tendo um irmão gêmeo idêntico). Em todas essas aparições é visto como inimigo de Timão e Pumba.

## Transmissão estrangeira
No Brasil, foi exibido pelo Disney Channel bem como pelo SBT e pela Rede Globo.
Em Portugal, começou por ser exibido na RTP1 e RTP2, na 3.ª fase do Clube Disney, em 1999, depois no Disney Channel, em 2001, aquando da estreia do canal em Portugal, mais tarde no canal extinto Disney Cinemagic, em 2008, e finalmente, na SIC.

## Episódios
Lista de episódios de Timon & Pumbaa

## Elenco dedublagem
| Personagem | Voz           | Voz                                        | Voz         | Voz              |
| ---------- | ------------- | ------------------------------------------ | ----------- | ---------------- |
| Timão      | Nathan Lane   | Pedro Lopes Filho (Pedro de Saint Germain) | André Maia  | Yuji Mitsuya     |
| Timão      | Quinton Flynn | Pedro Lopes Filho (Pedro de Saint Germain) | André Maia  | Yuji Mitsuya     |
| Timão      | Kevin Schon   | Pedro Lopes Filho (Pedro de Saint Germain) | André Maia  | Yuji Mitsuya     |
| Pumba      | Ernie Sabella | Mauro Ramos                                | José Raposo | Atomu Kobayashi  |
| Pumba      | Ernie Sabella | Mauro Ramos                                | Rui Paulo   | Hiroshi Hatanaka |

## Lançamentos em DVD
3 DVD's incluindo 21 episódios da série foram lançados na Europa (incluindo Portugal) e no Japão. A série não foi lançada em DVD nos Estados Unidos.
| Título | Episódios                              | Episódios                                         | Episódios                                  | Data de Lançamento                             |
| Título | Original                               | Brasil                                            | Portugal                                   | Data de Lançamento                             |
| --- | -------------------------------------- | ------------------------------------------------- | ------------------------------------------ | ---------------------------------------------- |
| Around the World With Timon & Pumbaa BR: Volta ao Mundo com Timão & Pumba PT: À Volta ao Mundo com Timon & Pumba | "Boara Boara"                          | "Boara Boara"                                     | "Boara-Boara"                              | : 7 de junho de 2004 : 30 de abril de 2005     |
| Around the World With Timon & Pumbaa BR: Volta ao Mundo com Timão & Pumba PT: À Volta ao Mundo com Timon & Pumba | "Yukon Con"                            | "Yukon Con"                                       | "Trapalhices no Yucon"                     | : 7 de junho de 2004 : 30 de abril de 2005     |
| Around the World With Timon & Pumbaa BR: Volta ao Mundo com Timão & Pumba PT: À Volta ao Mundo com Timon & Pumba | "Saskatchewan Catch"                   | "Catch em Saskatchewan"                           | "Catch em Saskatchewan"                    | : 7 de junho de 2004 : 30 de abril de 2005     |
| Around the World With Timon & Pumbaa BR: Volta ao Mundo com Timão & Pumba PT: À Volta ao Mundo com Timon & Pumba | "Stand By Me" (videoclipe)             | "Stand By Me" (apenas os diálogos foram dublados) | "Stand By Me" (em inglês)                  | : 7 de junho de 2004 : 30 de abril de 2005     |
| Around the World With Timon & Pumbaa BR: Volta ao Mundo com Timão & Pumba PT: À Volta ao Mundo com Timon & Pumba | "Brazil Nuts"                          | "Loucuras no Brasil"                              | "Brasil Louco"                             | : 7 de junho de 2004 : 30 de abril de 2005     |
| Around the World With Timon & Pumbaa BR: Volta ao Mundo com Timão & Pumba PT: À Volta ao Mundo com Timon & Pumba | "Truth or Zaire"                       | "Macaquices no Zaire"                             | "Verdade do Zaire"                         | : 7 de junho de 2004 : 30 de abril de 2005     |
| Around the World With Timon & Pumbaa BR: Volta ao Mundo com Timão & Pumba PT: À Volta ao Mundo com Timon & Pumba | "Never Everglades"                     | "Aventura em Everglades"                          | "Pântanos Nunca Mais"                      | : 7 de junho de 2004 : 30 de abril de 2005     |
| Dining Out With Timon & Pumbaa BR: Jantando Fora com Timão & Pumba PT: Jantando Fora com Timon & Pumba           | "French Fries"                         | "Fritas à Francesa"                               | "Fritos em França"                         | : 14 de março de 2005 : 29 de maio de 2005     |
| Dining Out With Timon & Pumbaa BR: Jantando Fora com Timão & Pumba PT: Jantando Fora com Timon & Pumba           | "Russia Hour"                          | "Hora Russa"                                      | "Ballet Russo"                             | : 14 de março de 2005 : 29 de maio de 2005     |
| Dining Out With Timon & Pumbaa BR: Jantando Fora com Timão & Pumba PT: Jantando Fora com Timon & Pumba           | "Swiss Missed"                         | "Enguiço Suíço"                                   | "Sarilhos na Suíça"                        | : 14 de março de 2005 : 29 de maio de 2005     |
| Dining Out With Timon & Pumbaa BR: Jantando Fora com Timão & Pumba PT: Jantando Fora com Timon & Pumba           | "To Kilimanjaro Bird"                  | "O Pássaro do Kilimanjaro"                        | "O Pássaro do Kilamanjaro"                 | : 14 de março de 2005 : 29 de maio de 2005     |
| Dining Out With Timon & Pumbaa BR: Jantando Fora com Timão & Pumba PT: Jantando Fora com Timon & Pumba           | "Don't Break the China"                | "Não Acabe com a China"                           | "Esfomeados na China"                      | : 14 de março de 2005 : 29 de maio de 2005     |
| Dining Out With Timon & Pumbaa BR: Jantando Fora com Timão & Pumba PT: Jantando Fora com Timon & Pumba           | "Rocky Mountain Lie"                   | "Mentiras Rochosas"                               | "Mentiras Rochosas"                        | : 14 de março de 2005 : 29 de maio de 2005     |
| Dining Out With Timon & Pumbaa BR: Jantando Fora com Timão & Pumba PT: Jantando Fora com Timon & Pumba           | "Yummy Yummy Yummy" (videoclipe)       | "Come, Come, Come" (videoclipe)                   | "Yummy Yummy Yummy" (dobrada)              | : 14 de março de 2005 : 29 de maio de 2005     |
| On Holiday With Timon & Pumbaa BR: Em Férias com Timão & Pumba PT: De Férias com Timon & Pumba                   | "Kenya Be My Friend?"                  | "O Dia do Amigo Amicíssimo"                       | "Amizades Trocadas"                        | : 14 de março de 2005 : 30 de setembro de 2005 |
| On Holiday With Timon & Pumbaa BR: Em Férias com Timão & Pumba PT: De Férias com Timon & Pumba                   | "South Sea Sick"                       | "Doente de Repente"                               | "Doente de Repente"                        | : 14 de março de 2005 : 30 de setembro de 2005 |
| On Holiday With Timon & Pumbaa BR: Em Férias com Timão & Pumba PT: De Férias com Timon & Pumba                   | "Uganda Be an Elephant"                | "Uganda Seja Um Elefante"                         | "Não Dá Para Ser Elefante na Uganda"       | : 14 de março de 2005 : 30 de setembro de 2005 |
| On Holiday With Timon & Pumbaa BR: Em Férias com Timão & Pumba PT: De Férias com Timon & Pumba                   | "The Pain in Spain"                    | "A Dor na Espanha"                                | "Espanha Estranha"                         | : 14 de março de 2005 : 30 de setembro de 2005 |
| On Holiday With Timon & Pumbaa BR: Em Férias com Timão & Pumba PT: De Férias com Timon & Pumba                   | "How to Beat the High Costa Rica"      | "Como Viver na Costa Rica"                        | "Como Chegar à Costa Rica"                 | : 14 de março de 2005 : 30 de setembro de 2005 |
| On Holiday With Timon & Pumbaa BR: Em Férias com Timão & Pumba PT: De Férias com Timon & Pumba                   | "You Ghana Join the Club"              | "You Ghana - Junte-se ao Clube"                   | "Tem Que Ter Gana Para Entrar no Clube"    | : 14 de março de 2005 : 30 de setembro de 2005 |
| On Holiday With Timon & Pumbaa BR: Em Férias com Timão & Pumba PT: De Férias com Timon & Pumba                   | "The Lion Sleeps Tonight" (videoclipe) | "The Lion Sleeps Tonight" (videoclipe em inglês)  | "A Noite Quem Dorme é o Leão" (videoclipe) | : 14 de março de 2005 : 30 de setembro de 2005 |